# Abbey Willcox
Abbey Willcox (27 novembre 1996) è una sciatrice freestyle australiana.

## Palmarès

### Coppa del Mondo
- Miglior piazzamento nella Coppa del Mondo di salti: 7ª nel 2020
- 3 podi:
  - 2 terzi posti
  - 1 terzo posto